# 아유타야 일본인 마을

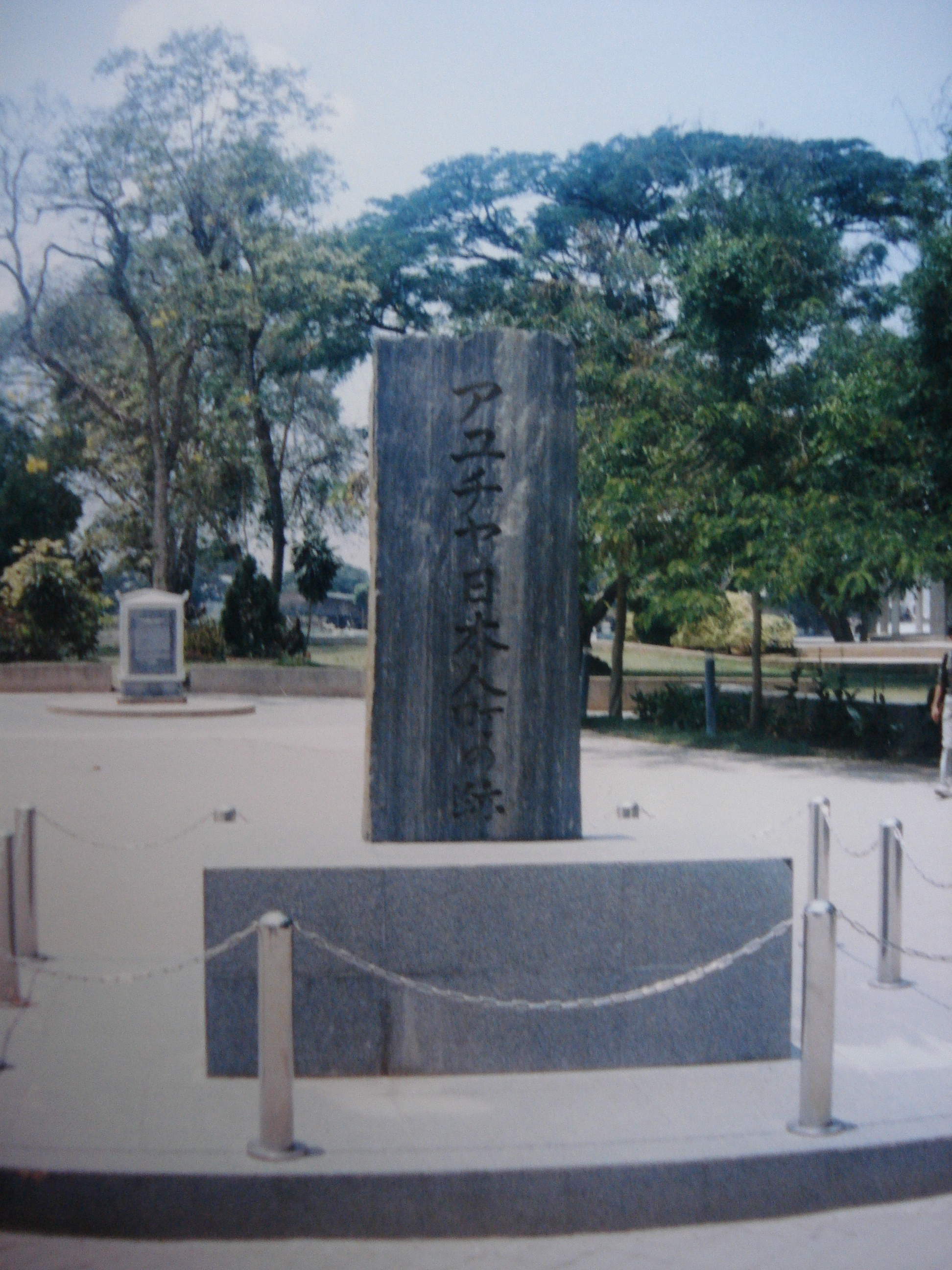
옛 아유타야 일본인 마을 터에 서 있는 비석

아유타야 일본인 마을(일본어: アユタヤ日本人町, 태국어: หมู่บ้านญี่ปุ่น อยุธยา)는 17세기부터 18세기까지 태국 아유타야에 있었던 재팬타운이다. 이곳의 일본인들은 용병,무역상,기리시탄과 그 배우자 및 몇몇 태국인으로 구성되었다.

## 성립 배경
아유타야 일본인 마을의 성립은 14세기 무렵으로 추정된다. 당시 태국(타이 왕국)은 주변국인 버마로부터 군사적 압박을 당하고 있었는데, 전국 시대를 거치면서 실전 경험이 풍부한 일본 무사들, 특히 주군을 잃은 낭인들이 용병으로 유입되게 되었다.